# Общественные ткачи
Обще́ственные ткачи́ (лат. Pseudonigrita) — род птиц из семейства ткачиковых, объединяющий два вида.

## История открытия видов
Французский натуралист Шарль Люсьен Бонапарт описал сероголового общественного ткача как Nigrita arnaudi в 1850 году, основываясь на образце, собранном французским исследователем Жозефом Понс д’Арно около 1841 года недалеко от Джубы на Белом Ниле. В 1884 году черноголовый общественный ткач был впервые описан немецким исследователем Восточной Африки Густавом Фишером и немецким орнитологом Антоном Райхеновым как Nigrita cabanisi на основании экземпляра, собранного в 1883 году Фишером в горах Паре.

## Описание
Длина тела — 12—13 см; масса тела — 15—24 г.

## Распространение
Сероголовый общественный ткач встречается в Эфиопии, Танзании, Кении, Судане, а также в Уганде.
Черноголовый общественный ткач встречается от Сомали до северо-запада Танзании, а также в Эфиопии.

## Виды
Выделяют 2 вида:
- Pseudonigrita arnaudi (Bonaparte, 1850) — Сероголовый общественный ткач
- Pseudonigrita cabanisi (Fischer & Reichenow, 1884) — Черноголовый общественный ткач